# Aleksander Skrzyński
Aleksander Józef Skrzyński (Zagórzany, 19 de marzo de 1882-Ostrów Wielkopolski, 25 de septiembre de 1931) fue un político polaco, primer ministro la Segunda República entre 1925 y 1926 durante el periodo de entreguerras.

## Biografía

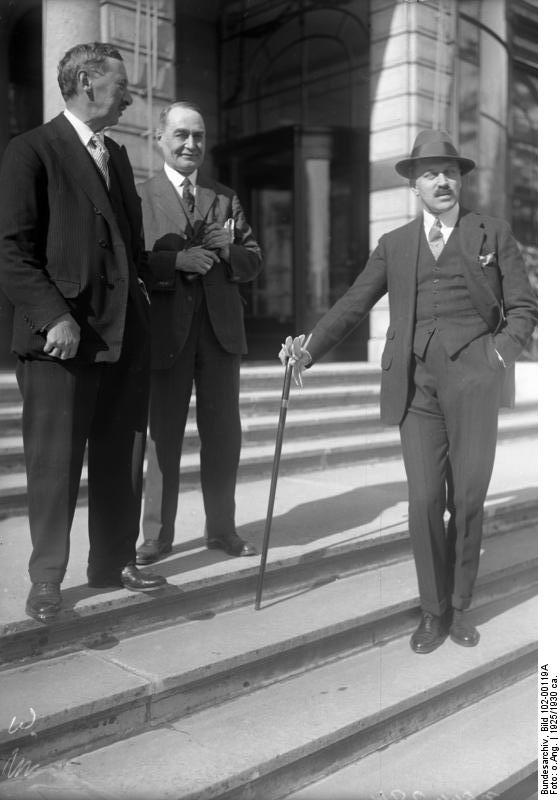
Grabski (derecha) en 1925.

Nació en Zagórzany el 19 de marzo de 1882. Skrzyński, que había sido ministro de Asuntos Exteriores entre 1922 y 1923 y ocupaba el cargo de nuevo desde 1924, se convirtió en primer ministro de Polonia al caer el gobierno Grabski; ejerció el cargo entre el 20 de noviembre de 1925 y el 5 de mayo de 1926, periodo durante el cual se agudizó el deterioro de la economía polaca y aumentó la tasa de paro. Los problemas económicos condujeron a la dimisión del gabinete y Stanisław Wojciechowski nombró a Wincenty Witos como nuevo jefe de gobierno. Falleció en un accidente de automóvil en Ostrów Wielkopolski el 25 de septiembre de 1931.